# Символика антисоветских русских национальных формирований Второй мировой войны

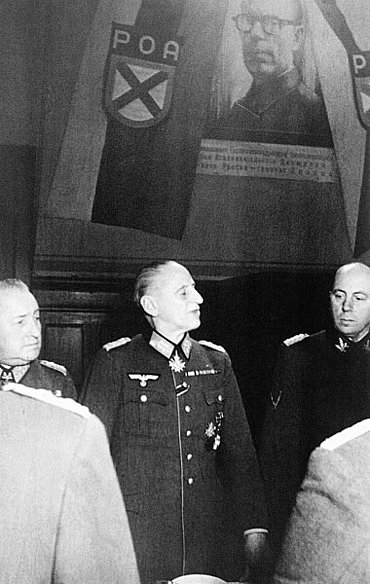
Эрнст-Август Кёстринг на чествовании Русской Освободительной Армии, начало 1945 г.; на фото рядом с портретом А. Власова видны Андреевский флаг (справа) и Российский национальный флаг, оба с эмблемой РОА

Во время Великой Отечественной войны 1941—1945 годов существовал ряд национальных русских воинских формирований, воевавших на стороне нацистской Германии против СССР (в частности Русский корпус, РОА, КОНР, Казачий Стан, 1-я русская национальная армия (1-я РНА)). Все они имели собственную символику, обмундирование и опознавательные знаки, преимущественно используя исторические русские национальные символы.

## Обмундирование и опознавательные знаки
Добровольцы вспомогательной службы («хиви»), появившиеся в немецких частях с первых дней войны, не имели установленной формы одежды и носили красноармейское обмундирование или гражданскую одежду. Первое время, чтобы отличать добровольцев, сражавшихся в составе вермахта от солдат Красной армии, использовались белые повязки на обоих рукавах обмундирования. Принадлежность к германской армии обозначалась нарукавными повязками с изображением тактического знака дивизии, в составе которой они служили, или с печатью воинской части. Цифры могли быть также нашиты на головной убор. Приказом от 1 октября 1941 года был установлен единый образец нарукавной повязки — белого цвета с надписью в три строки: «Im Dienst der Deutschen Wehrmacht» («На службе германских вооружённых сил»). Допускались любые способы изготовления и шрифт. Для добровольцев, состоявших на службе в частях войск СС, вводилась такая же повязка с надписью «Im Dienst der Waffen-SS» («На службе войск СС»). Женщины-доброволицы (санитарный и хозяйственный персонал) носили гражданскую одежду и жёлтую повязку на левом рукаве с вышитой надписью «Deutsche Wehrmacht» («Германские вооружённые силы»), предусмотренную для женского вспомогательного персонала вермахта. Для переводчиков приказом от 24 декабря 1941 года была установлена повязка с надписью «Sprachmittler-Dolmetscher» («переводчик»).
В появившихся весной 1942 года местных вспомогательных формированиях ротного и батальонного звена, задействованных в основном на охранной службе, использовалось советское или старое немецкое обмундирование со споротыми знаками различия. В некоторых таких формированиях частным порядком вводились отличительные знаки, например, ленточки цветов русского национального флага, которые нашивались на головные уборы и нарукавные повязки.
Вскоре после создания Русской освободительной армии были разработаны её символика и знаки различия для личного состава. Газета «Доброволец» 4 апреля 1943 года опубликовала образцы и описание этих знаков, включавших:
1. нарукавную эмблему в виде щитка темно-зелёного цвета с синим андреевским крестом на белом поле с красной окантовкой и жёлтыми буквами «РОА» в верхней части щитка;
2. овальную сине-красную кокарду;
3. темно-зелёные петлицы с продольной полоской и пуговицей, с серебряной выпушкой для офицеров и золотой для генералов;
4. темно-зелёные погоны с красной выпушкой, с белыми суконными лычками для унтер-офицеров, с красными просветами и золотистыми звёздочками для офицеров и с золотым зигзагообразным галуном для генералов.

## Флаги и эмблемы

Нарукавный щиток РОА представляет собой Андреевский крест; сочетает белый, синий и красный национальные цвета, но не содержит последовательных полос аналогично полосам флага

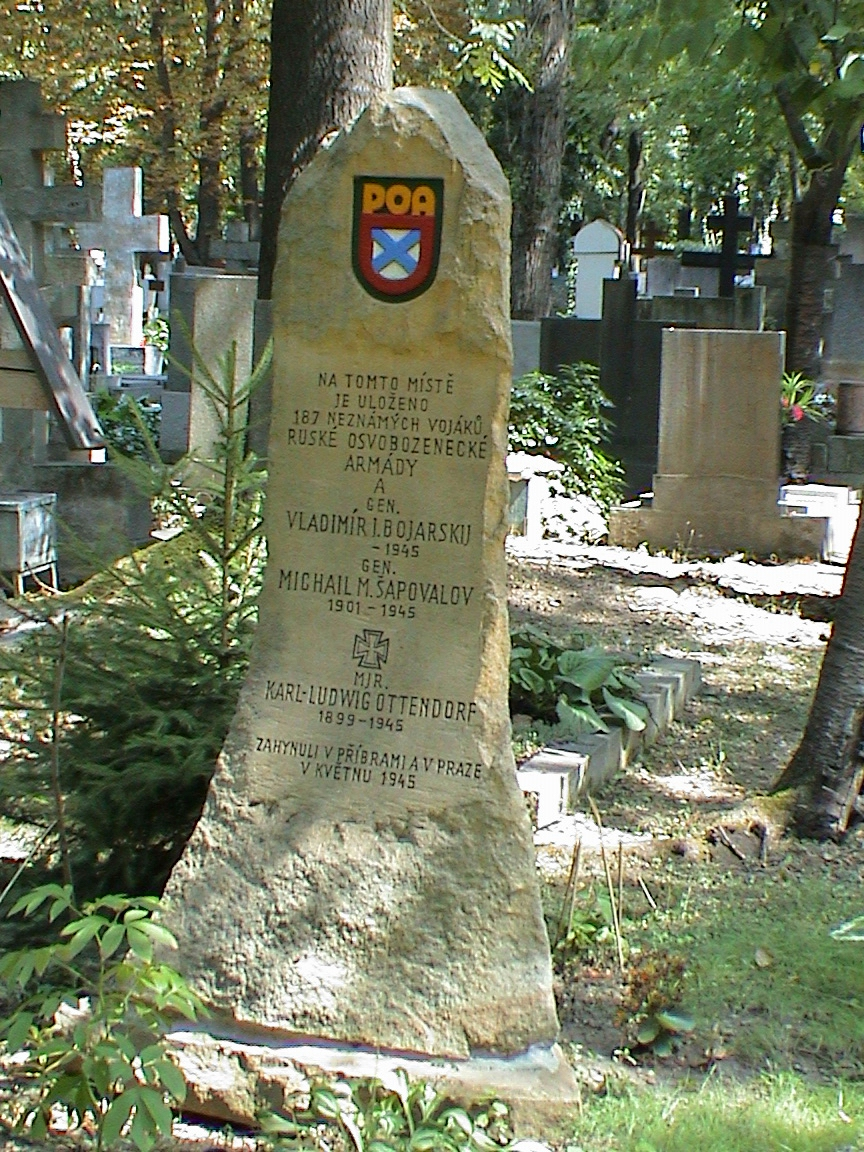
Эмблема в виде Семёнова флага на братской могиле воинов РОА, погибших в 1945 году. Ольшанское кладбище в Праге.

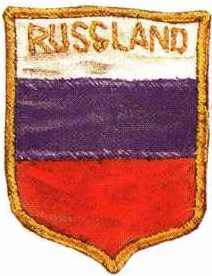
Один из вариантов нарукавного знака «Особой дивизии генерала Семёнова», 1943 год

Парад РОА во Пскове.
22 июня 1943 года.

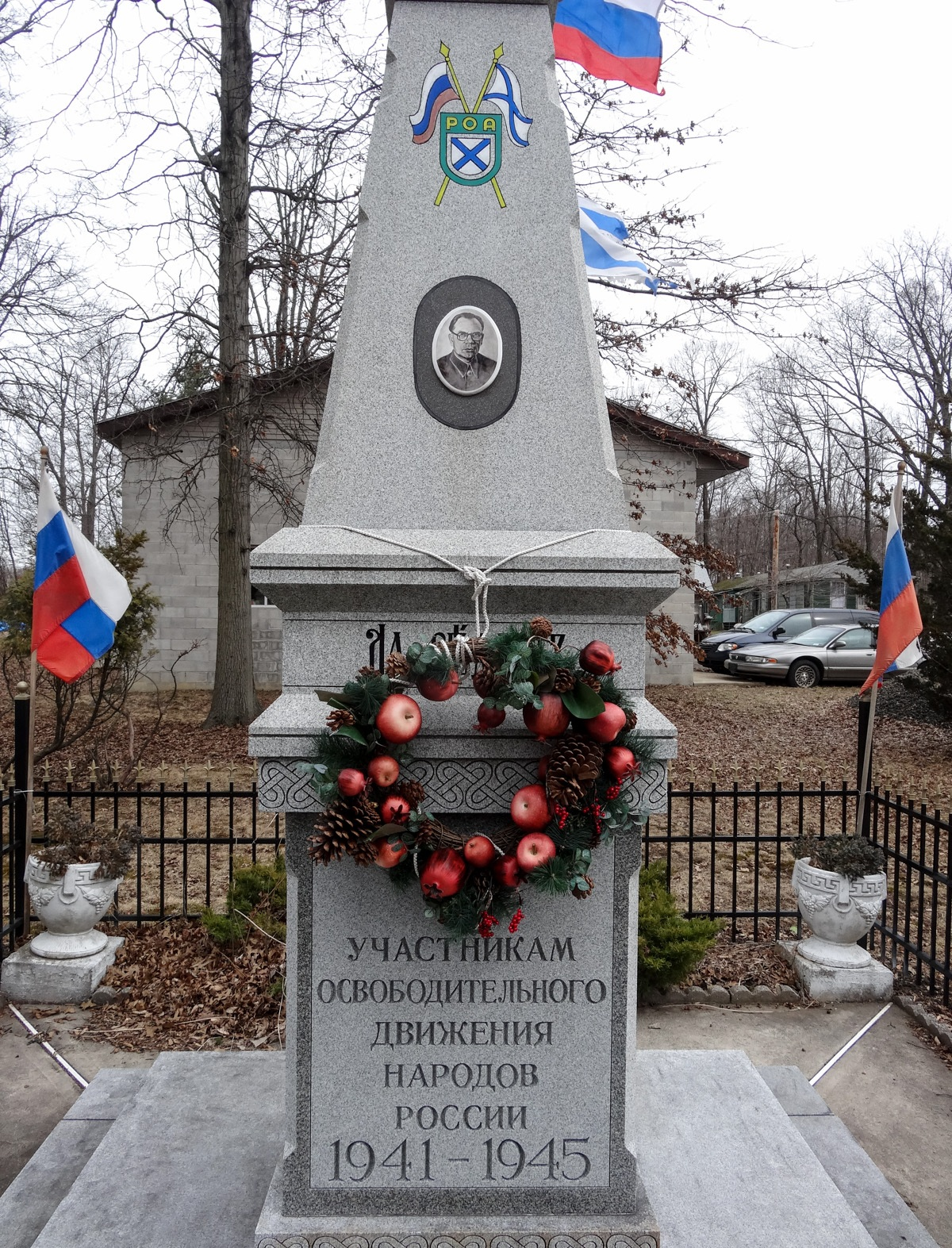
Мемориал А. А. Власову и бойцам РОА на кладбище Новодивеевского женского русского православного монастыря в Нью-Йорке

При формировании русскоязычных военных подразделений были попытки использования в эмблематике триколора, двуглавого орла, белого, синего и красного цветов, что было запрещено германским командованием:

«Постепенно все так называемые национальные воинские части в составе немецкой армии получили значки с национальными цветами своих народов. Только самому большому народу — русским — было в этом отказано. Этот вопрос настоятельно требовал своего решения. Но и тут возникли трудности. Исторические русские национальные цвета — белый-синий-красный — были под запретом».

Есть ссылка на то, что в РОА «флаг с орлом и бело-сине-красный цвета» были ранее отвергнуты А. Розенбергом (уполномоченным по делам оккупированных восточных территорий), которому, между тем, «понравился синий Андреевский крест на белом фоне, задуманный в виде небольшого щитка на красном знамени» (один из проектов «соответствовал даже бывшему флагу дома Романовых», но был также отвергнут).

### Андреевский флаг
В связи с этим, главным русским национальным символом, использовавшимся во власовской Русской освободительной армии, стал не бело-сине-красный, а Андреевский флаг, появившийся на нарукавных эмблемах РОА:
«К разработке символики был привлечён русский художник А. Н. Родзевич. Он сделал девять эскизов, на всех из которых преобладали цвета старого русского флага — белый, синий и красный. Эскизы поступили на одобрение в Имперское министерство по делам оккупированных восточных территорий. Розенберг лично перечеркнул все девять, после чего эскизы вернулись обратно, вызвав горькую ремарку Власова: „Я бы так и оставил — русский флаг, перечёркнутый немцами из страха перед ним“. Тогда Малышкин предложил использовать Андреевский крест, и эскиз, в итоге получивший одобрение Розенберга, представлял собой синий Андреевский крест на белом поле. Розенберг, вероятно, не знал, что знамя с этим крестом служило флагом царского военно-морского флота».

Над лагерем Дабендорф, в котором происходило формирование русскоязычных соединений в 1943 году, рядом с немецким флагом располагался Андреевский флаг, что подтверждено документальными фотографиями. Также Андреевский крест использовался в пропагандистской печати РОА.
Вопрос по поводу уточнения символики движения поднимался в эмигрантском журнале «Часовой», в 1947 году была опубликована статья (автор — майор В. Книрша):
«При зарождении РОД и РОА у А.Власова и его соратников возник вопрос — какой же будет у нас флаг, когда мы пойдём в бой с большевизмом? И после обсуждения этого вопроса, а нужно заявить, что в обсуждении участвовали и генералы и офицеры Императорского Флота, решено было взять как символ Родины, Чести и Свободы и как знамя Русского Освободительного Движения и Русской Освободительной Армии не трёхцветный Русский флаг, а Андреевский флаг. Этот флаг был введён во всех русских частях, боровшихся с большевизмом, и этот флаг развевался в цитадели РОА в Дабендорфе в течение 2-х лет и в натуральную величину…»

В частности, подчёркивается:
«Тогда у русских людей был вопрос, как победить коммунизм, и обязательно со своим русским флагом, а не с немецким. Но, чтобы не дать в руки большевистской пропаганде козырь, что русское трёхцветное знамя является царским знаменем, а отсюда РОА и власовцы за реставрацию России и т. п. — решено было ввести как национальное русское знамя в Освободительной Армии — Андреевский флаг».

### Бело-сине-красный флаг

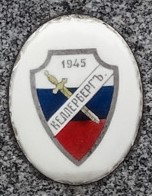
Памятный знак Русского корпуса

Тем не менее, использование бело-сине-красного флага имело место в ряде частных случаев, главным образом в белоэмигрантской среде. Например, во время парада РОА в Пскове 22 июня 1943 года (флаг нёс белоэмигрант Г. П. Ламсдорф). Помимо этого, в марше РОА «Мы идём широкими полями» говорилось именно о трёхцветном флаге: «Мы идём, над нами флаг трёхцветный, / Вьётся песня по родным полям...». Что касается запрета Розенберга использовать триколор в качестве официального символа, то солдаты этот запрет пытались саботировать: так, Л. В. Дудин вспоминал, что они "долгое время носили на рукавах различные значки из национальных русских цветов белого, синего и красного, отказываясь менять их на бело-голубой знак РОА" и "сцарапывал<и> синюю краску по краям кокарды , превращая её, таким образом, в русскую трёхцветную". В итоге триколор стал символом Гвардейской бригады РОА, по существу, нереализованного проекта: помимо появления триколора на параде бригады в Пскове, флаг использовался на нашивках, созданных специально для бригады. Известна фотография с использованием флага на курсах пропагандистов РОА в Риге летом 1944 года.
Также бело-сине-красный трехполосный флаг использовался при создании Русской Национальной Народной Армии в марте 1942 года, состоящей главным образом из белоэмигрантов, что описывается в книге полковника Белой армии и полного Георгиевского кавалера К. Г. Кромиади — «За землю, за волю!», принимавшего непосредственное участие в её создании:
«Для кокарды головного убора были взяты цвета русского национального флага — бело-сине-красный. За неимением подходящего материала они делались из материи и картона. Конечно, и флаг наш был бело-сине-красный. Этим флагом не по принуждению, а добровольно обзавелись все наши роты и команды. […] Когда рота с русским национальным трёхцветным флагом и с песней вышла на главную улицу города, её мигом обступила сначала детвора, а потом и взрослые. […] А когда роту распустили и солдаты разбрелись по магазинам за покупками, в русских магазинах мало того, что отказывались брать с них деньги, но и совали им в руки товары, которые они и не намеревались купить. […] В ознаменование нашего появления в Стремутке с первого же дня нашего прибытия перед казармой на высокой мачте был поднят русский национальный бело-сине-красный флаг […]»

РННА просуществовала очень недолго, уже в августе 1942 года немцы решили сместить эмигрантов, во главе были поставлены бывшие советские военные. Численность армии возросла, но после нескольких конфликтов с немцами она была окружена эсэсовской дивизией, разоружена и расформирована, часть людей при этом ушла в партизаны.
Ситуация изменилась после оформления Комитета освобождения народов России в ноябре 1944 года, когда в состав РОА была включена оставшаяся часть РННА и были налажены контакты с Русским корпусом, который также стал считать себя частью РОА в начале 1945 года.
18 ноября при обнародовании Манифеста КОНР в Европа-Хаус использовались Андреевский флаг и триколор. После создания КОНР формальным символом был Андреевский флаг, но бело-сине-красный флаг использовался в пропаганде: например, рисунок с ним присутствует в номере официальной газеты КОНР "Воля народа", также он использовался на открытке КОНР в честь нового 1945 года.
Единственными отличительными знаками военнослужащих ВС КОНР служили носившаяся на правом рукаве эмблема РОА и сине-красная кокарда, причём в отличие от других русских частей в составе вермахта, в ВС КОНР нарукавный знак был перенесён на правый рукав мундира. 10 февраля 1945 года генерал Власов отдал приказ о снятии с мундиров и головных уборов немецкого орла. Этот приказ повторял распоряжение Верховного главнокомандования вермахта от 2 марта 1945 года (которое выводило РОА из состава германских вооружённых сил). Бывшими каминцами, служившими в рядах 1-й дивизии РОА, использовался щиток с чёрным Георгиевским крестом на белом поле и жёлтыми буквами «КОНР» — видоизмененная эмблема РОНА.
Использование бело-сине-красного трёхполосного флага зафиксировано на построении солдат РОА в Мюнзингене 16 февраля 1945 года. Этот эпизод подробно описан у Й. Хоффманна в его «Истории власовской армии», в частности отмечается, что в тот день «взвился русский национальный флаг, который одновременно был поднят во всех местах расквартирования РОА», а на построении солдаты «начали сдирать с форм германских орлов». Согласно изданным в 2004 году СПбГУ материалам, после поднятия флаг стал «строевым флагом вооружённых формирований КОНР», таким образом, будучи утверждён официальным символом. Наиболее часто триколор встречался 7 мая 1945 года, когда 1-я дивизия РОА под командованием генерала С. К. Буняченко приняла участие в боях против частей вермахта и СС в Пражском восстании. Под бело-сине-красными трёхполосными флагами бойцы одного из батальонов дивизии в последней массовой штыковой атаке Второй мировой войны в Европе выбили с пражского аэродрома Рузине подразделения дивизии «Das Reich», бело-сине-красный и Андреевский флаги, наравне с чехословацким, использовались во время боев за город. По свидетельству Й. Хоффманна: «В ночь на 6 мая дивизионный штаб и представители группы „Бартош“ распределили цели атаки в Праге. Поскольку солдаты 1-й дивизии были в немецкой форме, их решили снабдить трёхцветными — бело-сине-красными — флагами».

### Прочие знамёна
В документальном фильме «Парад Победы», созданном в СССР в 1945 году на основе хроникальных кадров парада войск Красной Армии на Красной площади Москвы 24 июня 1945 года в ознаменование победы над Германией, присутствует эпизод, когда красноармейцы бросают к подножию Мавзолея Ленина вражеские знамёна, в числе прочих — православную хоругвь со Спасом (10:25 короткой цветной версии).

## Сравнение с другими странами и народами
Использование исторической символики для обозначения принадлежности к национальным формированиям было в вооружённых силах нацистской Германии и оккупированных ею странах общепринятым. К советской символике это, конечно, не относилось, белоэмигранты и коллаборационисты (относительно их национальной принадлежности) после десятков лет вражды по отношению к советской власти сохраняли черты, свойственные этносам, из которых они произошли, и использовали подчёркивающие это символику и флаги в своих национальных формированиях (азербайджанских, армянских, белорусских, грузинских, татарских, тюркских, украинских и других). Национальные флаги германских стран-союзников и некоторых оккупированных германскими войсками стран Европы использовались германскими властями при создании схожих символов коллаборационистских формирований, в частности, это имело место:
- В странах Балтии: Литва, Латвия, Эстония.
- В странах Западной Европы: Франция, Бельгия, Дания, Нидерланды, Норвегия и т. д.
- В странах Восточной Европы: расчленённой Югославии (Сербия, Словения, Хорватии), расчленённой Чехословакии (Словакия, Протекторат Богемии и Моравии).